# Rok przemocy
Rok przemocy (ang. A Most Violent Year) – amerykański dramat kryminalny z 2014 roku w reżyserii J.C. Chandora, zrealizowany w koprodukcji ze Zjednoczonymi Emiratami Arabskimi. Główne role zagrali Oscar Isaac i Jessica Chastain.
Premiera filmu odbyła się 31 grudnia 2014 roku w Stanach Zjednoczonych.

## Fabuła
Akcja filmu rozgrywa się w Nowym Jorku w roku 1981. Nowojorska przestępczość niebezpieczne wzrasta, a policja nie potrafi opanować chaosu. Imigrant Abel Morales (Oscar Isaac) próbuje mimo wszystko prowadzić własny biznes i chronić swoją rodzinę przed gangami, przestrzegając przy tym wszystkich obowiązujących zasad. Tymczasem bezwzględni przestępcy coraz częściej napadają na jego pracowników przewożących ciężarówkami olej opałowy wart tysiące dolarów. Zdesperowany mężczyzna, aby zadbać o bezpieczeństwo kierowców, postanawia wyposażyć ich w broń.
Żona biznesmena, Anna (Jessica Chastain), jest bardziej stanowcza. Uważa, że na przemoc powinni odpowiedzieć przemocą. Uczciwy Abel jest jednak niechętny takiemu rozwiązaniu. Sytuacja cały czas zaognia się. Jeden z kierowców, Julian, wdaje się w bójkę z uzbrojonymi przestępcami. Wtedy sprawę zaczyna badać policja. Ten groźny incydent odbija się na Moralesie i jego firmie. Automatycznie księgami rachunkowymi interesuje się prokuratura, a bank odmawia przedsiębiorcy dalszych transakcji płatniczych. Załamany Abel zapożycza się u rodziny, by w końcu poprosić o pomoc szefa mafii, Petera Forentę (Alessandro Nivola).

## Obsada
- Oscar Isaac[5] jako Abel Morales
- Jessica Chastain[6] jako Anna Morales
- Alessandro Nivola[7] jako Peter Forente
- David Oyelowo[8] jako Lawrence
- Albert Brooks[9] jako Andrew Walsh
- Catalina Sandino Moreno[10] jako Luisa
- Ashley Williams[11] jako Lange
- Elyes Gabel[11] jako Julian
- Jerry Adler jako Josef
- Christopher Abbott jako Louis Servidio
- Elizabeth Marvel[11] jako pani Rose
- Peter Gerety jako Bill O’Leary
- Glenn Fleshler jako Arnold Klein
- David Margulies jako Saul Lefkowitz
- Annie Funke jako Lorraine Lefkowitz
- Matthew Maher jako John Dominczyk
- Jason Ralph jako Ian Thompson

## Produkcja
Zdjęcia do filmu kręcono w Nowym Jorku, Chappaqua i Detroit, a okres zdjęciowy trwał od 27 stycznia do 30 marca 2014 roku.

## Odbiór

### Krytyka w mediach
Film Rok przemocy spotkał się z pozytywnymi recenzjami od krytyków. W serwisie Rotten Tomatoes średnia ocen filmu wyniosła 89% ze średnią oceną 7,7 na 10. Na portalu Metacritic średnia ocen wyniosła 79 punktów na 100.

### Nagrody i nominacje
| Rok  | Miejsce                                | Nagroda    | Kategoria                      | Odbiorcy i nominowani | Wynik     |
| ---- | -------------------------------------- | ---------- | ------------------------------ | --------------------- | --------- |
| 2015 | 72. ceremonia wręczenia Złotych Globów | Złoty Glob | Najlepsza aktorka drugoplanowa | Jessica Chastain      | Nominacja |